# أمير طاهري
أمير طاهري، من مواليد 9 يونيو 1942 بالأحواز، وهو كاتب صحفي إيراني، عمل رئيساً لتحرير صحيفة كيهان اليومية في إيران من أعوام 1972 وحتى عام 1979، ألف 13 كتاباً، وبدأ بكتابة مقالة صحفية أسبوعياً لجريدة الشرق الأوسط منذ عام 1987، يقيم حالياً في بريطانيا.